# Thomas Shannon (Theologe)
Thomas Shannon (* 28. September 1940) ist ein US-amerikanischer römisch-katholischer Theologe und Autor.

## Leben
Shannon studierte römisch-katholische Theologie in Boston, Massachusetts. Als Hochschullehrer war er in Massachusetts am Worcester Polytechnic Institute tätig. 1984 unterstützte er als Mitunterzeichner die Kampagne A Catholic Statement on Pluralism and Abortion. Er ist seit 2007 als Hochschullehrer für Katholische Theologie an der St. John’s University in New York City tätig. Zu seinen Forschungsschwerpunkten gehören die Themen soziale Gerechtigkeit und Bioethik.

## Veröffentlichungen (Auswahl)
- The Context of Casuistry
- Genetic Engineering: A Documentary History
- Made in Whose Image? Genetic Engineering and Christian Ethics
- American Catholic Social Teaching and A Call to Fidelity
- On The Moral Theology of Charles Curran